# 강릉시 갑
강릉시 갑은 대한민국의 옛 국회의원 선거구이다. 당시 강원도 강릉시의 일부 지역을 관할했다.

## 역사
1995년 1월, 강릉시와 명주군이 통합되면서 통합 강릉시가 신설되었다. 이에 제15대 국회의원 선거를 앞두고 통합 강릉시가 갑, 을 선거구를 구성하게 되면서 신설되었다.
제16대 국회의원 선거를 앞두고 강릉시 갑, 을 선거구가 합쳐져 강릉시 단독 선거구를 이루게 되면서 폐지되었다.

## 역대 국회의원
| 선거   | 정당 | 정당         | 의원   |
| ------ | ---- | ------------ | ------ |
| 1996년 |      | 자유민주연합 | 황학수 |

## 역대 선거 결과

### 대한민국 제15대 국회의원 선거
|  | 30.56% |

|  | 27.54% |

|  | 19.94% |

|  | 11.41% |

|  | 6.07% |

|  | 4.45% |